# Resident Evil: The Final Chapter
Resident Evil: The Final Chapter (englisch für ‚Ansässiges Böses: Das abschließende Kapitel‘) ist ein US-amerikanischer Science-Fiction-Action-Horrorfilm von Paul W. S. Anderson und der sechste Spielfilm der Resident-Evil-Reihe. Die Premiere fand am 23. Dezember 2016 in Japan statt. Der Kinostart in den Vereinigten Staaten war am 27. Januar 2017, in Deutschland einen Tag früher.

## Handlung
Im rückblickenden Vorspann wird erklärt, wie Professor James Marcus, Mitbegründer der Umbrella Corporation, das T-Virus entdeckt und seine an Progerie leidende Tochter Alicia damit rettet. Wegen der Nebenwirkungen will Marcus das Programm einstellen, doch sein Geschäftspartner Dr. Alexander Isaacs lässt ihn durch Wesker umbringen. Als das T-Virus aus dem Hive entkam, ließ die amerikanische Regierung Raccoon City zerstören. Doch das Virus verbreitete sich und drohte die Menschheit auszurotten. In einem letzten Gefecht in Washington, D.C. sollte die Wende erreicht werden, doch es entpuppte sich als Falle.
Der Film beginnt, nachdem der Kampf am Weißen Haus gegen die Untoten mit der Zerstörung der gesamten Umgebung und dem Tod aller Soldaten verloren ging. Alice erhält vom Supercomputer der Umbrella Corporation, dargestellt durch das Hologramm Red Queen, den Auftrag, nach Raccoon City zurückzukehren und aus dem unterirdischen Bunker der Gesellschaft, dem Hive, ein Antiserum gegen das T-Virus zu bergen. Dies müsse aber innerhalb von 48 Stunden geschehen, da nach dieser Frist die verbliebene Menschheit ausgerottet werden würde. Trotz Alices Misstrauen begibt sie sich schließlich auf den Weg dorthin.
Durch eine Straßensperre aufgehalten wird sie vom totgeglaubten Dr. Alexander Isaacs gefangen genommen und hinter dessen Panzergefährt angekettet von Untoten verfolgt. Dadurch möchte Isaacs sie dazu bringen, ihm zu verraten, woher sie von der Existenz des Antiserums weiß. Alice kann sich jedoch befreien und mit einem Motorrad nach Raccoon City gelangen. Dort trifft sie in einem größtenteils zerstörten Hochhaus auf weitere Überlebende, darunter Claire Redfield. Die Überlebenden schaffen es, sich gegen den ersten Angriff von Isaacs Männern, die die Untoten zu ihrem eigenen Zwecke instrumentalisieren, zu verteidigen, indem sie mehrere Fässer mit Benzin auf die Trucks und die Untoten werfen und anzünden. Dabei kann Isaacs jedoch fliehen.
Alice und die übrigen Überlebenden entdecken weitere von Isaacs Männern, die ebenfalls auf dem Weg zum Hochhaus sind. Aufgrund der ablaufenden Zeit entscheiden sie sich jedoch, sich auf den Weg in den Hive zu machen. Unterwegs werden zwei der Überlebenden von Zombie-Hunden getötet. An einem Zugangstunnel des Hive angekommen sterben weitere Überlebende durch Wesker, der unter anderem Turbinen anschaltet, durch die eines der Mitglieder eingezogen und zerstückelt wird. Die Red Queen gibt Alice den Tipp, dass einer unter der Gruppe ist, der zur Umbrella Corporation gehört. Sie könne durch ihre Programmierung selbst keinen Mitarbeiter der Umbrella Corporation töten, zeigt Alice jedoch ein von einem Mitarbeiter hochgeladenes Video. Dieses zeigt eine Versammlung des Vorstands der Umbrella Corporation, bei welcher ersichtlich wird, dass die Umbrella Corporation das T-Virus vorsätzlich freigelassen hat, um somit den Großteil der Menschheit auszulöschen, bevor Umweltverschmutzung, Überbevölkerung, Kriege und politische Konflikte die Welt zerstören.
Wesker lässt die Red Queen den echten Isaacs und Alicia – die beiden CEOs der Umbrella Corporation – aus dem Kryoschlaf wecken. Nach einigen Kämpfen gegen Untote und Fallen von Wesker gelangt Alice zusammen mit Doc schließlich in den Laser-Raum aus dem ersten Teil, hinter welchem sich noch die Waffentaschen von vor zehn Jahren befinden. Da sie bereits ahnt, dass Doc der Informant der Umbrella Corporation ist, gibt sie ihm eine Waffe, aus der sie zuvor die Munition entfernt hat. Durch einen Aufzug gelangen die beiden in den unteren Teil des Hive. Vom Aufzug aus haben die beiden Blick auf tausende Kryokammern, in denen die reichen Manager, Aktionäre und weitere Angehörige der Umbrella Corporation mittels Kryotherapie eingefroren wurden, um diese nach der Apokalypse wieder aufzuwecken und so eine neue Gesellschaft zu gründen. Im unteren Teil trifft Alice auf Isaacs. Es stellt sich heraus, dass die anderen Isaacs, denen Alice begegnet ist, lediglich Kopien von ihm waren. Weiterhin zeigt sich, dass Alice ebenfalls nur eine Kopie ist – von Alicia. Die Red Queen ist von Aussehen und Stimme mit Informationen aus deren Kindheit gespickt.
Kurz darauf kommt Claire in den Raum und wird von Wesker mit einer Pistole bedroht. Als Alicia Wesker einen Befehl erteilt, dieser jedoch nur auf Isaacs hören will, feuert sie ihn, woraufhin die Red Queen ihn angreifen und kampfunfähig machen kann. Dadurch abgelenkt kann Alice Doc zu Boden schlagen, der kurz darauf von Claire – seiner bis dato Freundin – erschossen wird. Isaacs flüchtet mit dem Antiserum vermeintlich in den Aufzug, in welchen Alice und Claire ihm folgen. Nach einem Kampf landet Alice in dem Laser-Raum, den Isaacs aktiviert. Sie kann den Laserstrahlen ausweichen und überlebt, wodurch Isaacs selbst in den Raum kommt und erneut gegen Alice kämpft. Als er ihre Finger in die Laserstrahlen hält, steckt sie ihm heimlich eine Granate in seinen Mantel, wodurch er schwer verletzt wird.
Alice gelangt an die Oberfläche, wo Isaacs’ Kopie mit der Horde der Untoten auf sie zukommt. Als sie das Antiserum auf den Boden wirft, damit dieses durch die Luft übertragen wird und die Untoten damit vernichtet, kommt der echte Isaacs hinter ihr zum Vorschein und fängt die Ampulle auf. Isaacs und seine Kopie treffen aufeinander, wobei Isaacs von seinem Klon erstochen und dieser wiederum durch die ihm folgenden Untoten getötet wird. Alice wirft das Antiserum daraufhin zu Boden, wodurch die Untoten in der direkten Umgebung endgültig tot umfallen. Alice selbst wird dabei ohnmächtig.
Kurze Zeit später erwacht sie wieder. Da sie von der Red Queen und Alicia die Auskunft erhalten hatte, dass sie beim Freisetzen des Antiserums ebenfalls sterben würde, ist sie überrascht noch zu leben. Die Red Queen erklärt ihr, dass sie sich sicher sein mussten, dass Alice zu allem bereit wäre, um die verbliebene Menschheit zu retten.
Der Film endet mit Alice auf einem Motorrad, wobei sie von mehreren BOWs verfolgt wird. Die Verbreitung des Antiserums über die Luft würde mehrere Jahre dauern, weshalb sie weiterhin gegen die Untoten kämpfen werde.

## Produktion
| Figur                 | Darsteller     | Deutscher Sprecher |
| --------------------- | -------------- | ------------------ |
| Alice / Alicia Marcus | Milla Jovovich | Meret Becker       |
| Claire Redfield       | Ali Larter     | Katrin Zimmermann  |
| Abigail               | Ruby Rose      | Sarah Riedel       |
| Dr. Alexander Isaacs  | Iain Glen      | Walter von Hauff   |
| Albert Wesker         | Shawn Roberts  | Crock Krumbiegel   |
| Christian             | William Levy   | Erik Range         |
| Doc                   | Eoin Macken    | Sven Gerhardt      |
| Michael Razor         | Fraser James   | Milton Welsh       |
| Commander Lee Chu     | Lee Joon Gi    | Arne Stephan       |

Der Drehbeginn war ursprünglich für Herbst 2014 geplant. Durch ein anderes Filmprojekt von Milla Jovovich und deren Schwangerschaft wurde er jedoch verschoben. Die Dreharbeiten begannen im September 2015 und fanden unter anderem in Südafrika statt. Der Arbeitstitel lautete Resident Evil: Rising. Die Filmmusik komponierte der Österreicher Paul Haslinger.
Während der Dreharbeiten verlor Olivia Jackson, eine Stuntfrau im Film von Milla Jovovich, im September 2015 bei einem missglückten Stunt ihren Arm, als sie mit einem Motorrad auf einen Kamerakran zuraste, der jedoch aufgrund eines technischen Fehlers nicht rechtzeitig aus dem Weg geschwenkt werden konnte. Im Dezember 2015 starb der Techniker Ricardo Cornelius in Folge seiner Verletzungen, nachdem eine Plattform zusammenbrach und er von einem Humvee gegen eine Wand gedrückt wurde.
Der Film wurde in 2D gedreht und in 3D konvertiert. Grund hierfür waren laut Anderson vor allem die schnellen und engen Actionszenen, die man mit größeren 3D-Kameras nur schwer hätte umsetzen können.

## Kritiken
Resident Evil: The Final Chapter erhielt ein eher schlechtes Presseecho, was sich auch in den Auswertungen US-amerikanischer Aggregatoren widerspiegelt. So erfasst Rotten Tomatoes mehrheitlich kritische Besprechungen und ordnet den Film dementsprechend als „Gammelig“ ein. Laut Metacritic fallen die Bewertungen im Mittel „Gemischt oder Durchschnittlich“ aus.

„Paul W.S. Anderson inszeniert gute, einfallsreiche Action – aufpoliert mit Lärm und hektischen Schnitten – aber schreibt schreckliche Worthülsen-Dialoge[.] Die Serie mag führend in ihrer Nische sein[.] Dieser Teil spult aber im Schnelldurchlauf zum scheinbaren Ende einer Ära, nur um das hinter sich zu bringen.“

„Milla Jovovich in ihrer Paraderolle, jede Menge Monster, ein paar eindrückliche Apokalypse-Bilder und einige clevere Ideen – Resident Evil: The Final Chapter ist ein solider Zombie-Action-Reißer und ein angemessener Abschluss der Filmreihe.“

„Resident Evil: The Final Chapter ist zwar durchzogen von den richtigen Intentionen, scheitert aber letztlich an der Ausführung und dem mutmaßlich gegenüber dem Vorgänger deutlich geschrumpften Budget […] Der Film wirkt wie ein halbgarer Kompromiss und brachte zumindest mir nicht den Spaß, den ich mit den Vorgängern hatte. Im Gegenteil: Das erste Mal hatte ich das Bedürfnis, bei einem Resident Evil-Film aus dem Kinosaal zu rennen. Irgendwann wollte ich nur noch, dass es endlich vorbei ist.“